# Ane Bergara Artieda
Ane Bergara Artieda (Bera, 3 de febrer de 1987) és una futbolista basca retirada que jugava com a defensa. Fou membre de la selecció femenina d'Espanya.

## Carrera
Bergara va jugar tota la seva carrera a Primera Divisió. Va passar quatre temporades a la SD Lagunak, sis al RCD Espanyol, quatre a la Reial Societat, dues al FC Barcelona i un únic any de comiat a l'Athletic Club.

## Carrera internacional
Bergara va ser membre de la selecció espanyola sub-19 que va guanyar el Campionat d'Europa sub-19 l'any 2004.

## Palmarès

### Club
Espanyol
- Primera Divisió: 2005–06
- Copa de la Reina: 2006, 2009, 2010

### Internacional
Espanya sub-19
- Campionat de la UEFA sub-19 femení: 2004